# Relações entre França e Tunísia
As relações entre França e Tunísia referem-se às relações atuais e históricas entre a França e a Tunísia. A França conquistou a Tunísia em 1881 e estabeleceu o protetorado francês da Tunísia, que durou até a independência tunisiana em 1956. Em 1957, a França cortou uma ajuda financeira totalizando $33.5 milhões à Tunísia por seu apoio aos movimentos de independência da vizinha Argélia. Na época, o presidente tunisiano Habib Bourguiba observou que "a França e a Tunísia nunca mais serão parceiros exclusivos".  De 1987 até a Revolução Tunisiana de 2011, a França recusou-se a criticar o presidente tunisino e aliado Zine El Abidine Ben Ali apesar da morte de numerosos manifestantes não-violentos. Ben Ali renunciaria posteriormente. 